# Cerro Paine Grande

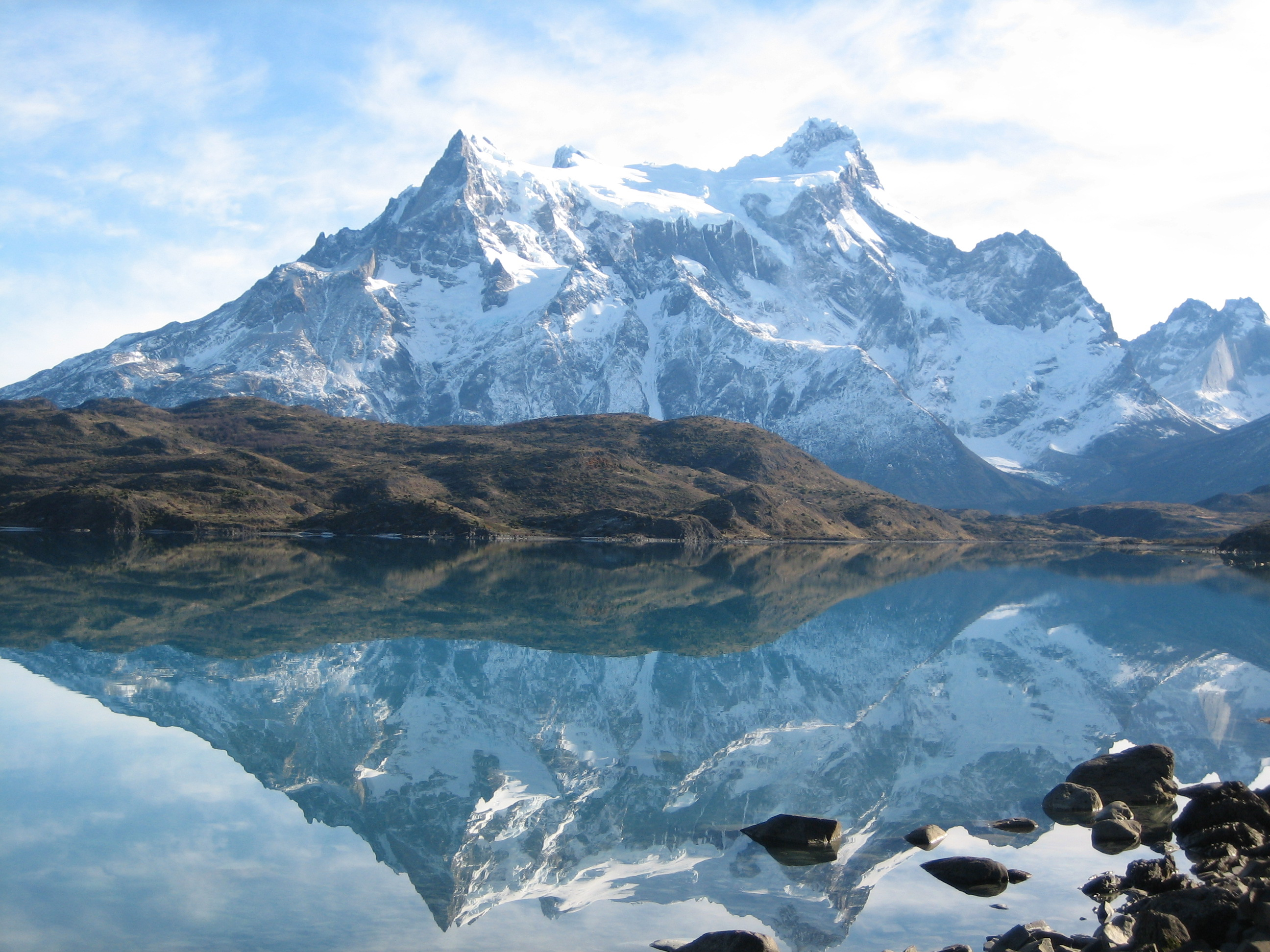
Cerro Paine Grande

Cerro Paine Grande é um pico da Cordilheira dos Andes localizado no Chile.